# بني كلة العليا (بني قلة)
بني كلة العليا هي إحدى مشيخات المملكة المغربية، تتبع جغرافيا لإقليم وزان وإداريًا لبني قلة. يقدر عدد سكانها بـ 8096 نسمة حسب الإحصاء الرسمي للسكان والسكنى لسنة 2004.